# Crooked Hearts
Crooked Hearts is een Amerikaanse dramafilm uit 1991 onder regie van Michael Bortman, die ook het scenario schreef. De hoofdrollen worden vertolkt door Vincent D'Onofrio, Jennifer Jason Leigh, Peter Berg, Cindy Pickett, Juliette Lewis, Noah Wyle en Peter Coyote. De film is gebaseerd op de gelijknamige roman van Robert Boswell.

## Verhaal
Tom Warren keert onverwacht terug van de universiteit nadat hij zijn studie afbrak. Thuis wordt hij verwelkomd door zijn ouders Edward en Jill, zijn broers Charley en Ask en zijn zus Cassie. Het wordt echter al snel duidelijk dat er in het schijnbaar gelukkige gezin diepe spanningen schuilgaan. De rebelse Charley woont nog thuis en heeft een gespannen relatie met zijn autoritaire vader, zijn jongere broer Ask is vriendelijk maar kwetsbaar en de introverte Cassie ontwijkt elke confrontatie.
Tom probeert zijn plek terug te vinden binnen het gezin, maar hij merkt al snel dat er iets fundamenteel mis is. Als zijn vriendin Marriet op bezoek komt, merkt zij ook de gespannen sfeer in huis. Na een reeks confrontaties komt het familiegeheim langzaam naar boven: Edward had ooit een buitenechtelijke affaire, wat diepe littekens achterliet bij zijn kinderen, vooral bij Charley. Die heeft de familie nooit echt kunnen vergeven voor hun schijnheilige façade van harmonie.
De spanning bereikt een hoogtepunt als Ask probeert zijn vader te helpen met het repareren van het dak, maar ten val komt en sterft. Er wordt geimpliceerd dat Ask mogelijk zelfmoord heeft gepleegd omdat hij de druk van het gezin niet langer aankon.
De dood van Ask dwingt het gezin om hun emotionele afstandelijkheid onder ogen te zien. Charley en Edward hebben een pijnlijk gesprek waarin hun onderdrukte woede en verdriet naar boven komen. Tom besluit om te blijven en zich met zijn familie te verzoenen.

## Rolverdeling
| Acteur               | Personage       | Opmerkingen              |
| -------------------- | --------------- | ------------------------ |
| Peter Berg           | Tom Warren      | als Pete Berg            |
| Vincent D'Onofrio    | Charley Warren  |                          |
| Noah Wyle            | Ask Warren      |                          |
| Peter Coyote         | Edward Warren   |                          |
| Cindy Pickett        | Jill Warren     |                          |
| Juliette Lewis       | Cassie Warren   |                          |
| Jennifer Jason Leigh | Marriet Hoffman |                          |
| Wendy Gazelle        | Eileen          |                          |
| Marg Helgenberger    | Jennetta        |                          |
| Deanna Milligan      | Julie           | als Deanna Jean Milligan |
| Sacha Moiseiwitsch   | Bonita          | als Sasha Moisewitsch    |
| Joshua Jackson       | Tom (11 jaar)   |                          |
| Ryan Jorgenson       | Ask (9 jaar)    |                          |

## Release en ontvangst
Crooked Hearts werd in de Verenigde Staten uitgebracht door Metro-Goldwyn-Mayer op 6 september 1991 en bracht slechs 30.964 dollar op aan de kassa.
The New York Times bekritiseerde het geforceerd scenario, het overmatige gebruik van voice-overs en de vlakke, doelloze dialogen.